# استان مکه
استان مکه (به عربی: مِنْطَقَة مَكَّة) یکی از ۱۳ استان عربستان سعودی است. این استان با مساحت ۱۵۳٬۱۲۸ کیلومتر مربع، سومین استان بزرگ از نظر مساحت و با جمعیت ۸٬۵۵۷٬۷۶۶ نفر در سال ۲۰۱۷، پرجمعیت‌ترین استان این کشور است که از این تعداد ۴٬۰۴۱٬۱۸۹ نفر اتباع خارجی و ۴٬۵۱۶٬۵۷۷ نفر سعودی بوده‌اند.
این استان در منطقه تاریخی حجاز در غرب عربستان واقع شده و خط ساحلی گسترده‌ای در دریای سرخ دارد. مرکز آن مکه، مقدس‌ترین شهر اسلام، و بزرگ‌ترین شهر آن جده است که بندر اصلی عربستان سعودی محسوب می‌شود. این استان ۲۶٫۲۹٪ از جمعیت عربستان سعودی را در خود جای داده و نام خود را از شهر مکه گرفته است.
در طول تاریخ، این منطقه محل سکونت قبایلی مانند قریش، بنی کنانه و ثقیف بوده است. این استان که بخشی از منطقه حجاز است، در مدت زمان کوتاهی شاهد تبادلات قدرت بین بسیاری از حکومت‌های اسلامی بوده است. اهمیت این استان به دلیل وجود شهر مکه، زادگاه پیامبر اسلام، و چندین مکان تاریخی اسلامی دیگر مانند روستای حدیبیه است که گفته می‌شود پیمان صلح حدیبیه در آن منعقد شده است. در دوران اخیر، این استان در زمان امپراتوری عثمانی و پادشاهی عربستان سعودی پس از رونق نفت، مدرن شده است.
بیشتر جمعیت این استان در سه شهر جده، مکه و طائف متمرکز شده است. جده بزرگ‌ترین شهر استان و دومین شهر بزرگ عربستان سعودی با جمعیت تخمینی ۲٬۸۶۷٬۴۴۶ نفر در سال ۲۰۲۰ است. مکه دومین شهر بزرگ استان و سومین شهر بزرگ پادشاهی با ۱٬۳۲۳٬۶۲۴ نفر جمعیت است. پس از شهر طائف در رتبه سوم، رابغ، الشفا، تربت و الجموم از دیگر شهرهای پرجمعیت این منطقه هستند.
این منطقه در طول سال پذیرای زائران مسلمان عمره و حج است و جمعیت آن در طول حج تا ۲ میلیون نفر افزایش می‌یابد. این استان حدود ۷۰۰ کیلومتر خط ساحلی در دریای سرخ دارد و میزبان پالایشگاه‌های نفت در رابغ، بندر و تأسیسات صادرات نفت در جده، دانشگاه علم و صنعت ملک عبدالله و شهر اقتصادی ملک عبدالله است. این استان همچنین بخشی از خط قطار تندروی حرمین را در خود جای داده است که اولین و تنها خط آهن سریع‌السیر عربستان سعودی است.
این استان به ۱۱ فرمانداری تقسیم شده است که ۵ مورد از آنها در رده A و بقیه در رده B طبقه‌بندی شده‌اند و مکه به عنوان مرکز اداری و پایتخت استان فعالیت می‌کند. این استان توسط یک امیر (استاندار) اداره می‌شود که توسط معاون استاندار، که هر دو توسط پادشاه عربستان سعودی منصوب می‌شوند، یاری می‌شود. امیر فعلی خالد بن فیصل آل سعود است که از سال ۲۰۱۵ برای دومین دوره این سمت را بر عهده دارد.

## تاریخچه
مکه باستان یک واحه در مسیر کاروان‌های تجاری قدیمی بود که دنیای مدیترانه را به جنوب عربستان، شرق آفریقا و جنوب آسیا متصل می‌کرد. این شهر تقریباً در میانه راه بین مأرب در جنوب و پترا در شمال قرار داشت و به تدریج در زمان رومیان و بیزانسی‌ها به یک مرکز مهم تجاری و مذهبی تبدیل شد. ذکر «ماکورابا» (Μακοράβα) توسط بطلمیوس، شهری در داخل عربستان، در کتاب «راهنمای جغرافیا» به مدت طولانی نشان می‌داد که مکه برای جهان هلنیستی شناخته شده بود. با این حال، از اواخر قرن بیستم، برخی از محققان این تشخیص را زیر سؤال برده‌اند.
طبق روایات اسلامی، ابراهیم و اسماعیل، یعنی پسر او از هاجر، کعبه را به عنوان خانه خدا ساختند. این ساختمان سنگی مکعبی‌شکل که نقطه مرکزی زیارت در مکه قبل از ظهور اسلام در قرن هفتم بود، چندین بار تخریب و بازسازی شده است. در دوران پیش از اسلام، این منطقه توسط قبایل مختلفی از جمله قریش اداره می‌شد. در زمان قریش، مکه به نوعی دولت-شهر تبدیل شد که پیوندهای بازرگانی قوی با بقیه عربستان، اتیوپی و اروپا داشت. مکه به مکانی برای تجارت، زیارت و گردهمایی‌های قبیله‌ای تبدیل شد.
باور بر این است که شهر جده یک دهکده ماهیگیری بوده که توسط قبایل اولیه یمنی اشغال شده بود. این منطقه از اهمیت مذهبی شایان توجهی برخوردار بوده که با لشکرکشی‌های پیامبر اسلام در اوایل قرن هفتم به شدت افزایش یافت. با افول مسیر کاروان‌های باستانی، مکه اهمیت تجاری خود را از دست داد و از آن زمان عمدتاً از درآمد حاصل از زیارت‌های سالانه و هدایای حاکمان مسلمان امرار معاش کرده است.
شهر مکه توسط حجاج بن یوسف، سردار اموی، غارت شد و پس از آن، شهر و در آن زمان، منطقه، قدرت خلافت اموی در دمشق و پس از افول آن سلسله، خلافت عباسی بغداد را به رسمیت شناخت. این شهر در سال ۹۳۰ میلادی توسط قرمطیان شیعه مورد بی‌حرمتی بزرگی قرار گرفت، زمانی که رهبر این فرقه، طاهر سلیمان، مکه را غارت کرد و حجرالاسود را از کعبه ربود.
از اواسط قرن دهم، حاکمان شهر از بین شریف‌ها یا نوادگان پیامبر اسلام انتخاب می‌شدند که در عین حال که اغلب به نهادهای سیاسی قوی‌تر ادای احترام می‌کردند، بر منطقه اطراف تسلط داشتند. توانایی شریف‌ها، که در ابتدا شیعیان میانه‌رو بودند، در تطبیق با آب و هوای سیاسی و مذهبی متغیر، برتری آنها را در امور محلی برای ۱۰۰۰ سال بعد تضمین کرد. در سال ۱۲۶۹، این منطقه تحت  کنترل سلاطین مملوک مصر قرار گرفت. در سال ۱۵۱۷، حکومت بر این منطقه به امپراتوری عثمانی با پایتخت قسطنطنیه (استانبول کنونی)  منتقل شد. با فروپاشی عثمانی پس از جنگ جهانی اول، کنترل مکه بین شریف‌ها و خاندان سعود در عربستان مرکزی، پیروان شکل سختگیرانه و زاهدانه‌ای از اسلام معروف به وهابیت، مورد نزاع قرار گرفت. پادشاه ابن سعود در سال ۱۹۲۵ این منطقه را فتح کرد و منطقه مکه به استانی از پادشاهی عربستان سعودی تبدیل شد و این شهر به مرکز استان تبدیل شد.
این منطقه با بهره‌برداری از منابع نفتی عربستان سعودی پس از جنگ جهانی دوم، توسعه اقتصادی گسترده‌ای را تجربه کرد و تعداد زائران سالانه مکه بسیار افزایش یافته است.

## جغرافیا
بیشتر بخش‌های مرکزی و شرقی استان مکه بیابانی است و کوه‌های حجاز که ارتفاع آنها از ۶۰۰ متر تا ۲۰۰۰ متر متغیر است، بیابان نسبتاً مسطح نفود و دشت‌های ساحلی را از هم جدا می‌کند. کشاورزی در بسیاری از وادی‌ها و واحه‌های این منطقه انجام می‌شود و خرما و جو به همراه سایر سبزیجات و میوه‌ها از محصولات رایج این منطقه هستند. شهر طائف به خاطر کشت گل رز دمشقی (گل محمدی) که در محل به نام گل طائف شناخته می‌شود، معروف است.
این استان دارای خط ساحلی گسترده‌ای به طول تقریبی ۷۰۰ کیلومتر است که شهرهای بسیاری در سراسر آن پراکنده شده‌اند. در سراسر ساحل استان، مجمع‌الجزایر متعددی به همراه برخی صخره‌های مرجانی مانند صخره مرجانی بزرگ که تقریباً ۱۵ کیلومتر شمال غربی جده واقع شده است و صخره مرجانی پنجگانه که ۲۵ کیلومتر فاصله دارد، یافت می‌شود. خط ساحلی از غرب به سودان و از جنوب به اریتره و اتیوپی محدود می‌شود. این استان از شمال به استان مدینه، از شرق به استان ریاض و از جنوب به استان‌های باحه و عسیر محدود می‌شود.
منطقه مکه میزبان دو مورد از ۱۵ منطقه حفاظت شده عربستان سعودی است که توسط سازمان حیات وحش عربستان اداره می‌شود: منطقه حفاظت‌شدهٔ «محازة الصید» و منطقه طبیعی «سَجا وأم الرمث» که در منتهی الیه شرقی استان واقع شده‌اند. از دیگر پناهگاه‌های کوچک در این استان می‌توان به منطقه طبیعی «سیسد» در شهر طائف و جنگل شرقی در نزدیکی جده اشاره کرد. کوه‌های حجاز از مرکز استان می‌گذرند و بیابان نفود را از دشت‌های ساحلی غربی که به موازات ساحل استان در دریای سرخ امتداد دارند، جدا می‌کنند.

## مردم‌شناسی

### جمعیت
طبق بررسی‌های ویژگی‌های جمعیتی که توسط سازمان آمار عربستان سعودی انجام شده است، استان مکه در دسامبر ۲۰۱۷، ۸٬۵۵۷٬۷۶۶ نفر جمعیت داشته است که ۴٬۵۱۶٬۵۷۷ نفر از آنها سعودی و ۴٬۰۴۱٬۱۸۹ نفر اتباع خارجی بوده‌اند. از نظر جنسیت، ۴٬۸۶۴٬۵۸۴ نفر مرد و ۳٬۶۹۳٬۱۸۲ نفر زن بوده‌اند. استان مکه پرجمعیت‌ترین استان عربستان سعودی است و حتی جمعیتی بیشتر از منطقه ریاض دارد. جده با جمعیت تخمینی ۴٬۰۷۶٬۰۰۰ نفر در سال ۲۰۱۹، پرجمعیت‌ترین شهر استان و دومین شهر پرجمعیت کشور است. فرمانداری با بیشترین جمعیت، فرمانداری جده است. نسبت جنسیتی تقریباً ۱۳۲ مرد به ازای هر ۱۰۰ زن بوده است.

### مذهب
سرشماری‌ها در عربستان سعودی داده‌های مربوط به مذهب را جمع‌آوری یا گزارش نمی‌کنند. اسلام سنی از مکتب حنبلی فقه اسلامی، مذهب غالب در کل کشور است و تعداد کمتری از حنفی‌ها، شافعی‌ها و مالکی‌ها نیز در این کشور زندگی می‌کنند. تخمین زده می‌شود که اکثر مسلمانان در این استان زندگی می‌کنند و تعداد بسیار کمی از هندوها، مسیحیان و سایر گروه‌های مذهبی نیز در این استان حضور دارند که بیشتر آنها مهاجران هندی و فیلیپینی هستند که عمدتاً در جده ساکن هستند.

### زبان‌ها
زبان رسمی عربستان سعودی، عربی است. گویش اصلی منطقه‌ای استان مکه که توسط سعودی‌ها صحبت می‌شود، عربی حجازی است و اقلیتی از گویشوران عربی نجدی در بخش‌های شرقی منطقه وجود دارند. زبان اشاره سعودی زبان اصلی جامعه ناشنوایان است. جوامع بزرگ مهاجر نیز به زبان‌های خود صحبت می‌کنند که از جمله آنها می‌توان به برخی از زبان‌های هندی، فیلیپینی/تاگالوگ، بنگالی و اردو اشاره کرد.

### آموزش
از ۱٬۸۲۳٬۵۹۸ نفر از ساکنان مرد سعودی بالای ۱۰ سال، ۸۷٫۵۷٪ (معادل ۱٬۵۹۶٬۹۴۶ نفر) به نوعی تحصیلات رسمی داشته‌اند، در حالی که ۲۲۶٬۶۵۲ نفر بی‌سواد بوده‌اند. در مورد زنان، از ۱٬۷۶۵٬۶۶۶ نفر ساکن بالای ۱۰ سال، ۷۷٫۲۸٪ یا ۱٬۳۶۴٬۵۲۹ نفر به طور رسمی تحصیل کرده‌اند، در حالی که ۴۰۱٬۱۳۷ نفر بی‌سواد بوده‌اند.

### بهداشت و درمان
از ساکنان سعودی استان که بالای ۱۵ سال سن داشته‌اند، ۱٫۱۵٪ در سال ۲۰۱۶ نوعی معلولیت را گزارش کرده‌اند که اختلال بینایی شایع‌ترین نوع معلولیت و پس از آن کاهش تحرک بوده است، در حالی که ۱۰۷٬۷۷۰ نفر معلولیت شدید یا بسیار شدید را گزارش کرده‌اند.